# Zlatá Olešnice (district de Jablonec nad Nisou)
Pour les articles homonymes, voir Zlatá Olešnice.
Zlatá Olešnice est une commune du district de Jablonec nad Nisou, dans la région de Liberec, en République tchèque. Sa population s'élevait à 494 habitants en 2021.

## Géographie
Zlatá Olešnice se trouve à 11 km au nord-est de Železný Brod, à 14 km à l'est-sud-est de Jablonec nad Nisou, à 23 km à l'est-sud-est de Liberec et à 96 km au nord-est de Prague.
La commune est limitée par Tanvald et Kořenov au nord, par Paseky nad Jizerou au nord-est, par Vysoké nad Jizerou à l'est, par Jesenný au sud, par Vlastiboř au sud-ouest et par Držkov, Plavy et Velké Hamry à l'ouest.

## Histoire
La première mention écrite du village date de 1352.

## Administration
La commune se compose de quatre quartiers :
- Lhotka
- Návarov
- Stanový
- Zlatá Olešnice

## Galerie

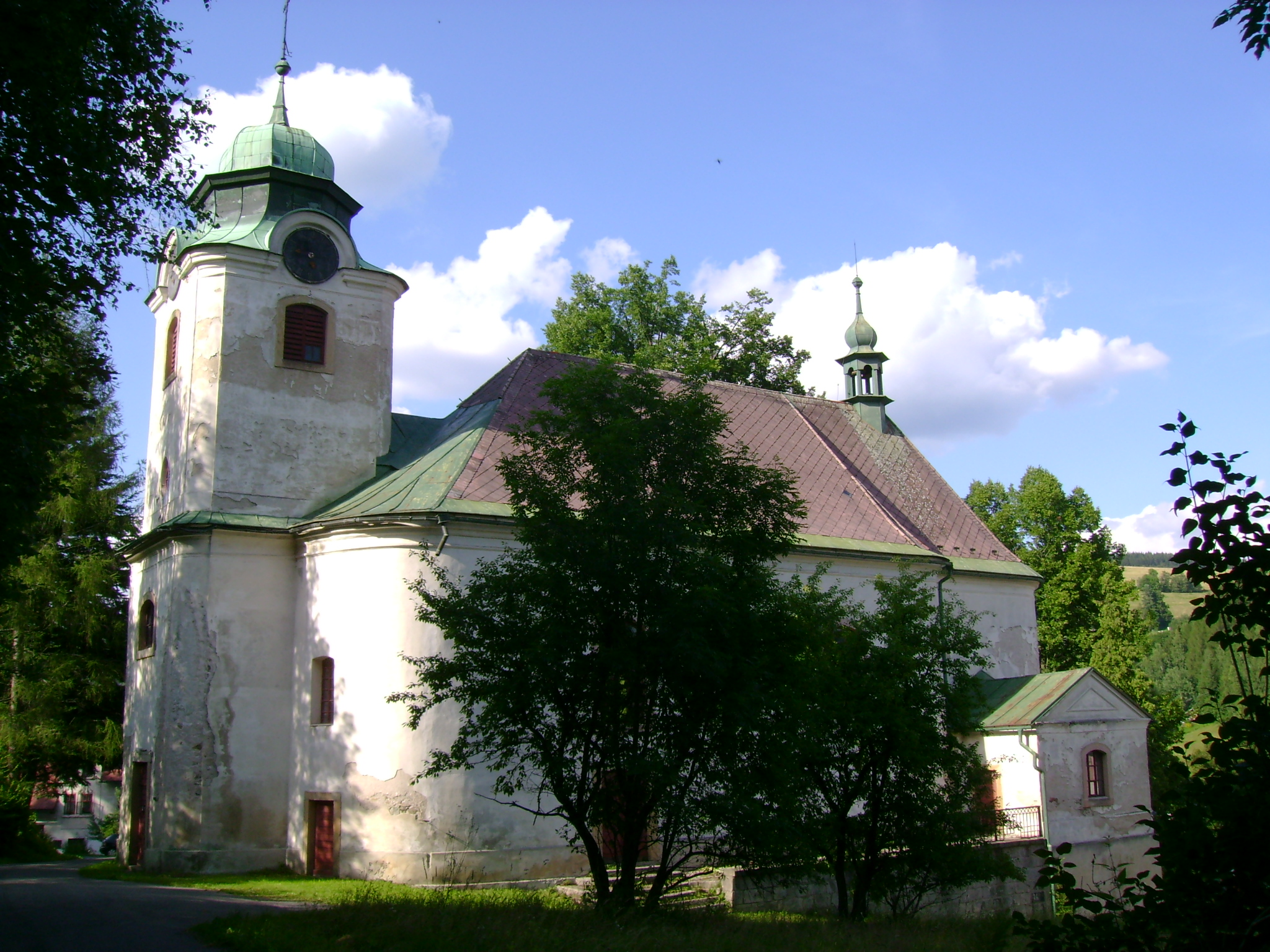
Église Saint-Martin.
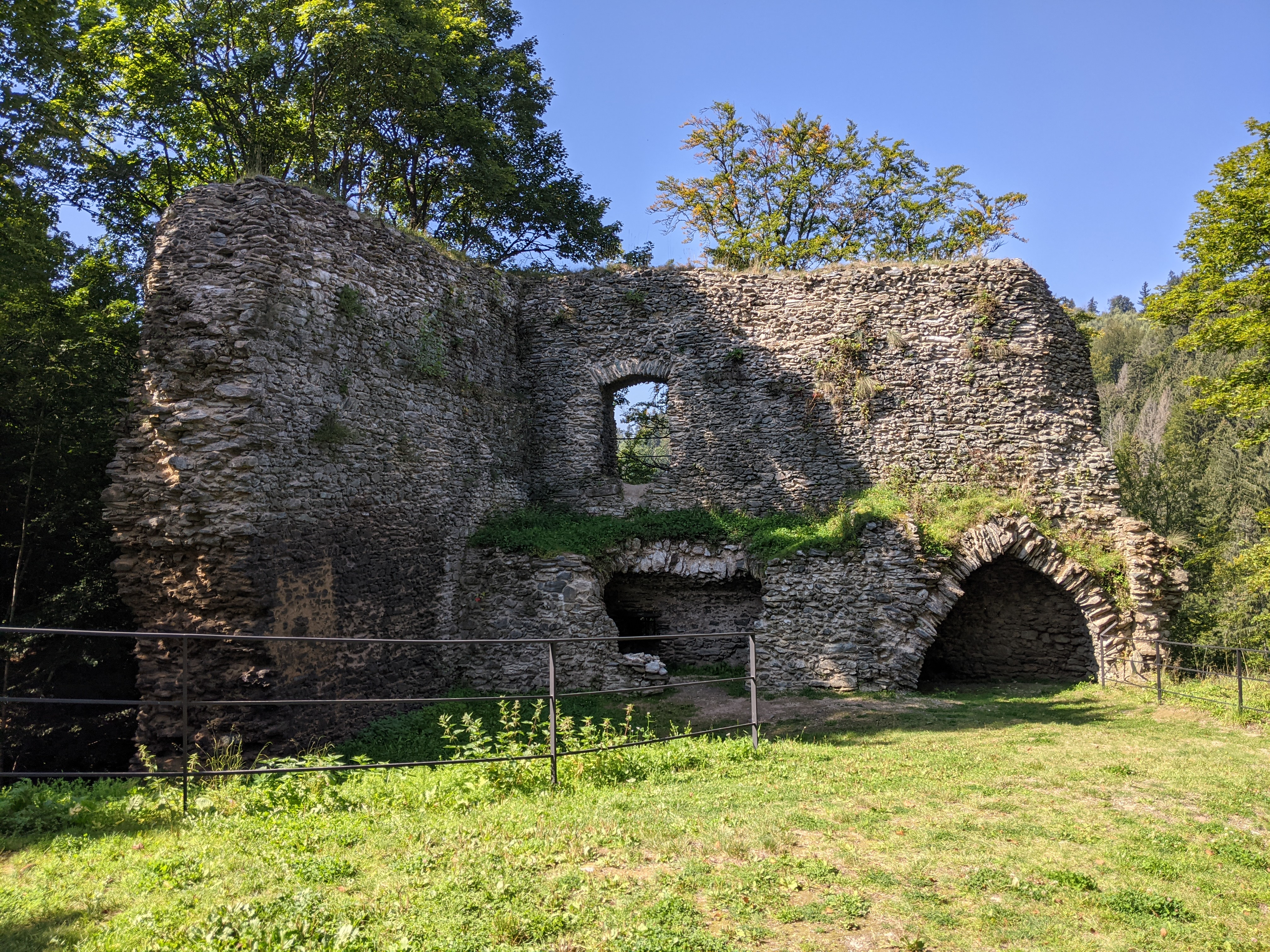
Ruines du château de Návarov.

## Transports
Par la route, Zlatá Olešnice se trouve à 5 km de Velké Hamry, à 19 km de Jablonec nad Nisou, à 30 km de Liberec et à 119 km de Prague.